# Соломко, Франц Михайлович
Франц Михайлович Соломко — советский хозяйственный и политический деятель.

## Биография
Родился в 1933 году в Каменке. Член КПСС.
В 1955 году окончил Московский институт стали и сплавов.
В 1955—1957 годах — мастер, диспетчер доменного цеха Ворошиловского (Алчевского) металлургического завода Ворошиловградской (Луганской) области.
В 1957 году — контрольный мастер литейного цеха Кишиневского завода «Автодеталь» Молдавской ССР.
В 1957—1963 годах — технолог, начальник цеха, начальник технического отдела, главный инженер Рыбницкого машиностроительного завода Молдавской ССР.
Член КПСС с 1959 года.
В 1963—1964 годах — секретарь Рыбницкого городского комитета КП Молдавии.
В 1964—1966 годах — слушатель Высшей партийной школы при ЦК КПСС в Москве.
В 1966—1968 годах — инспектор отдела организационно-партийной работы ЦК КП Молдавии.
В 1968—1970 годах — председатель Исполнительного комитета Оргеевского районного Совета депутатов трудящихся Молдавской ССР.
В 1970 году — инспектор отдела организационно-партийной работы ЦК КП Молдавии.
В 1970—1972 годах — 2-й секретарь Тираспольского городского комитета КП Молдавии.
В 1972—1978 годах — 1-й секретарь Тираспольского городского комитета КП Молдавии.
В 1978—1982 годах — заведующий отделом промышленности ЦК КП Молдавии.
В 1982—1990 годах — председатель Государственного комитета по надзору за безопасным ведением работ в промышленности и горном надзоре Молдавской ССР.
Избирался депутатом Верховного Совета Молдавской ССР 8-10-го созывов. Делегат XXV съезда КПСС.
Умер в Кишинёве после 2000 года.

## Награды
- Орден Трудового Красного Знамени
- Орден Знак Почёта